# المدرسة النظامية
المدرسة النظامية من مدارس بغداد القديمة أنشأها الوزير نظام الملك في زمن الخليفة العباسي أبو جعفر عبد الله القائم بأمر الله، ولهذه المدرسة شهرة عظيمة وكانت في جانب الرصافة من بغداد، وتم بناؤها وعمارتها عام459هـ/1066م، وفتحت يوم السبت 10 ذو الحجة من نفس العام، جُدّدت عمارتها وبنيانها عام 504هـ/1110م، وهي مدرسة كان يدرس فيها مختلف العلوم واعتبرت مع المدرسة المستنصرية من أشهر مدارس العصر العباسي، وهي من المعالم الأثرية التي اندثرت ولم يعرف موقعها واندرست رسومها ومن آثارها منارة المئذنة المقطوعة في محلة تحت التكية التي هدمت في الخمسينات من القرن الماضي، ومن آثارها دار القرآن وهي حجرة كانت واقعة في سوق البزازين والتي اتخذها الملا أحمد بن الحاج فليح مدرسة لتدريس القرآن، وهدمت بعد ذلك وانمحى أثرها، وموضعها على ما هو مشهور في سوق الخفافين وتمتد إلى سوق العطارين، وتقع إلى الجنوب من سوق الصفافير حالياً.
ولقد تم بناء مدرسة أعدادية حديثة حاليا في منطقة حي الوحدة في بغداد تسمى بالأعدادية النظامية حيث سميت على اسمها.

## تاريخها
أسس هذه المدرسة الوزير نظام الملك أحد أشهر وزراء السلاجقة، كان وزيرا للسلطان ألب أرسلان وابنه ملكشاه، أنشأ نظامية نيسابور وبغداد عام 1065، اغتاله الإسماعيليون عام 457هـ / 1067م. وكان موقعها على نهر دجلة ببغداد بين باب الأزاج وباب الباسلية. ولقد أنفق نظام الملك على بنائها مائتي ألف دينار، وبنى حولها أسواقا تكون وقفًا عليها، وابتاع ضياعا وحمامات ومخازن ودكاكين أوقفها عليها. ولقد اتخذت المدرسة في بنائها شكلا رباعي الأضلاع، وهي على قاعات لها قباب، تحيط بصحن في وسطها، وفي الجانب المواجه لمكة المكرمة يوجد المصلى، وبه المنبر، وفي الأروقة الملحقة بالمبنى كانت توجد أماكن لنوم الدارسين. كما ألحق بها أيضا دورات مياه ومطبخ ومخازن، وحجرات الدراسة تحيط بصحن المدرسة وألحق بالمدرسة مكتبة. ولقد توالت الحروب على بغداد، فأهمل أمر النظامية حتى اندثرت في مطلع القرن التاسع الهجري / الخامس عشر الميلادي، وصار موقعها محلة كبيرة من محلات بغداد، وبقي إيوان بابها حتى عام 1332هـ / 1914م. ويشغل سوق الخفافين حاليا المكان الذي كانت تقع فيه المدرسة آنذاك.

## أهدافها
كان هدف المدرسة النظامية منذ نشأتها الأولى هي لإزالة آثار الأفكار الشيعية التي خلفها البويهيون والفاطميون إبان حكمهم. ومن ثم كان التعليم الديني استنادا إلى المذهب السني، وحسب قانون الوقف نشر المذهب الشافعي. وكان نص الوقفية يؤكد على أن كل من يعمل بالمدرسة يجب أن يكون شافعي المذهب.

## طلبة المدرسة
كان عدد الطلاب في النظامية محدودا، إذ اعتاد الطلبة على ارتياد المساجد لتلقي علومهم الأساسية. وعن أمور معاشهم فقد وفرت لهم النظامية المسكن والمأكل في المدرسة، وكذلك كان ينالهم دائما نصيب من الأوقاف التي توقف على المدرسة، ولقد تخرج من النظامية عدد من العلماء الذين نالوا شهرة بعد ذلك منهم الإمام الحافظ فخر الدين بن عساكر، وسلطان العلماء العز بن عبد السلام، وابن رافع الأسدي الذي درس بالنظامية ثم عين معيدا بها. وأبو علي ابن منصور الخطيبي المعروف بالأجل الذي أصبح مدرسا بها.
والمدرسة النظامية تعد نموذجاً مشرفاً للإسهام الأهلي في تطوير التعليم والارتقاء به، بل والمساهمة في محاربة البدع وتأصيل المنهج السني في المجتمع. وتعتبر هذه المدرسة بداية التنظيم المدرسي والجماعي في الإسلام، فالتنظيمات المنهجية والتدريسية التي انتظمت في هذه المدرسة، كان لها أثر حضاري كبير في الحياة العقلية الإسلامية وفي التنظيم التدريسي في هذه المدرسة اتخذ نظاماً بديعاً فأصبح لكل موضوع مدرس خاص، فقد هيأت لطلابها أسباب العيش ومساكن للطلاب.
درس في هذه المدرسة كبار العلماء والفقهاء، فأبو إسحاق الشيرازي درس في المدرسة حوالي أربع سنوات. ويعتبر الإمام الغزالي من أكبر المدرسين نشاطاً في تأليف الكتب. ومن مؤلفاته المشهورة كتاب «إحياء علوم الدين» و«كيمياء السعادة» و«تهافت الفلاسفة» و«الاقتصاد في الاعتقاد». وأبو بكر الشاسي ومجد الدين الفيروز آبادي المعيد بالمدرسة وصاحب القاموس المحيط وغيرهم من أعلام المدرسين.
وكانت الدراسة بالمدرسة النظامية تمتد قرابة أربع سنوات يدرس فيها الطالب الفقه وأصوله، وبعض العلوم المساعدة. وقد أصبحت هذه المدرسة قبلة أنظار طلبة العلم من مختلف أصناف العالم الإسلامي. فورد إليها الطلبة ودرسوا فيها ونهلوا من معين علمائها. حيث وصل المسلمون في عهد السلاجقة إلى درجة عظيمة من التقدم في كثير من العلوم كالطب والفلسفة والكيمياء والفلك والرياضيات والجغرافيا. فقد استفادوا من الترجمة والاقتباس من التراثين اليوناني والفارسي. وهضموا ما فيهما، ثم اخذوا يستنبطون منهما، ويضيفون عليهما، فظهرت مآثر التركمان المسلمين في كثير من العلوم.
وأخذ علماء التركمان في العصر السلجوقي، وبعدها بكتابة مؤلفاتهم باللغتين العربية والفارسية، وسبب ذلك كون هاتين اللغتين آنذاك بمثابة اللغة العالمية، مثلما اليوم الإنجليزية، وكانوا يتباهون بأنهم يتقنون هذه اللغات وبارعين في كتابتها ولذلك كثرت المؤلفات بهاتين اللغتين في العلوم المختلفة، مما جعل الدارسين يلمون بأطراف من مختلف العلوم والفنون في عصرهم، ويحرصون على إظهار ذلك في كتاباتهم. وراجت هذه الظاهرة عند العلماء والكتاب والشعراء. فأصبح دليلاً على مبلغ ما وصل إليه العلم من التقدم عند المسلمين عامة في عصر السلجوقي. وبعد سنة 817هـ/ 1414م طمست أخبار استمرار والدراسة والتدريس في هذه المدرسة وانمحى ذلك المكان الذي يشع بأنوار العلم والمعرفة وكان ينبوعاً من ينابيع الثقافة الإسلامية.

## أساتذة المدرسة
ضمت المدرسة النظامية مدرسين على ثلاث طبقات، هم: المدرسون وكان لكل واحد منهم نائبان، ثم المعيدون الذين يعيدون الدرس (وهو النظام الذي أخذت به الجامعات الأوروبية بعد ذلك نقلاً عن المسلمين في الأندلس)، والوعاظ. وكان الأساتذة يعينون بها نظير مرتبات تدفع لهم، وبذلك كانت النظامية أول معهد علمي يتقاضى معلموه أجرا على تعليم العلوم. وكان لكل مدرس على الأقل مساعد، وإلى جانب أعضاء هيئة التدريس كان يوجد عدد من الكتبة والخدم، فضلا عن أمين المكتبة ومسجل وإمام لمصلى المدرسة. وكان المدرسون والمعيدون والوعاظ وأمناء المكتبة من أكابر علماء عهدهم.
ومن العلماء الذين درسوا في النظامية:
1. الإمام شيخ الإسلام أبو إسحاق الشيرازي وكان الوزير نظام الملك قد بنى له المدرسة النظامية، وهو أول من درس فيها.
2. والإمام حجة الإسلام الغزالي ودرس بها أربع سنوات ما بين عام 484هـ / 1095م إلى 488هـ / 1099م.
3. وإمام الحرمين أبو المعالي الجويني.
4. وشيخ الشافعية أبو نصر بن الصباغ.
5. وشيخ الشافعية أبو القاسم الدبوسي.
6. وشيخ الشافعية أبو سعد المتولي النيسابوري.
7. والسهروردي.
8. وأبو الفتح أحمد بن علي بن برهان.
9. وشيخ الإسلام أبو يعقوب الهمذاني.
10. وشيخ الإسلام ابن الجوزي.
11. والإمام شمس الإسلام إلكيا الهراسي.
12. والإمام الحنفي الزائر علي بن أبي طالب البلخي سفير ألب أرسلان.
13. والإمام أبو بكر الشاشي القفال الفارقي، الملقب فخر الإسلام، رئيس الشافعية بالعراق في عصره.
14. ابن الشاشي، ولقد درس فيها يوم الأثنين 17 ربيع الآخر عام 566هـ، وحضر عنده أرباب المناصب والفقهاء إلى أن عزل عن التدريس في رجب عام 569هـ.[4]

ومن المعيدين:
1. محمد السلماسي.
2. وابن رافع الأسدي المعروف بابن شداد.

وكان يميز علماء النظامية الزي الإسلامي الذي انفرد باللونين الأسود والأزرق، وكان مرتدي هذا الزي يحظى بقدر كبير من الاحترام من العامة.

## مكتبة المدرسة
ألحق بمبنى المدرسة النظامية بناء خاص بالمكتبة عرف باسم دار الكتب أعطاها الوزير نظام الملك مؤسس المدرسة اهتماما خاصا، زودها بكل غريب ونادر وقد كتب هو بنفسه كتابا في الحديث أودعه عند زيارته الأولى لها عام 479هـ / 1087م. ولقد كانت المدرسة ومكتبتها من الأشياء القليلة التي نجت من الخراب والدمار الذي اجتاح بغداد على يد المغول سنة 656هـ / 1258م.
ولقد ضمت المكتبة أكثر من عشرة آلاف مجلد في موضوعات شتى إلا أنه غلب عليها الفقه والسنة واللغة والأدب وعلم الكلام. وقد شغل منصب أمين المكتبة فيها علماء لهم شأنهم وخطرهم كان من أوائلهم أبو يوسف الإسفراييني يعقوب بن سليمان بن داود. الذي كان فقيها أديبا شاعرا خطاطا. وعندما توفي جاء بعده الإبيوردي: أبو مظفر محمد بن أحمد، وهو أديب مشهور كان مكثرا من التصانيف والتأليف يتمتع بشخصية ذات همة عالية وله طموحات أوصلته إلى السلطان محمد بن ملكشاه، ملك خراسان ليصبح واحدا من رجال الدولة.
وكان من بين أمناء المكتبة المشهورين أيضا الخطيب التبريزي، وقد كان أديبا له العديد من الكتب المهمة وكان إلى جانب أمانة المكتبة يدرس الأدب والفلسفة في المدرسة. وقد توفي عام 502هـ / 1109 م. وهو على رأس العمل. وقد كان أكرم الدين أبو سهيل آخر أمين لهذه المكتبة. وفي سنة 510هـ / 1117م نشب حريق في المدرسة وسرعان ما قام الطلاب بنقل كتب المكتبة حماية لها من النار التي التهمت مبنى المكتبة مما استوجب إعادة تشييده وإعادة ترتيب الكتب فيه على رفوف جديدة. ومع مرور الوقت أصاب المكتبة تصدع وإهمال مما جعل الحاكم العباسي الرابع والثلاثين الناصر لدين الله يأمر بإعادة إعمارها ونقل إليها ألوفا من الكتب والمجلدات النفيسة سنة 589هـ / 1193م بل ويقال إنه بنى لها مبنى جديدا.

## الإجازات العلمية
كان المتبع في المدرسة النظامية هو أن يتلقى الطالب العلم زمنا طويلا فإذا آنس في نفسه القدرة على التصدي للعلم أعلن ذلك بين زملائه وشيوخه فتعقد له حلقة من العلماء لمناقشته وإجازته. وكان الطالب يحصل على إجازة أو إجازات تجيز له رواية حديث أو تدريس كتاب أو الإفتاء من شيخه الذي تلقى عليه العلم.